# I Am... Sasha Fierce
Pour les articles homonymes, voir I Am.
Albums de Beyoncé
B'Day
(2006) Above and Beyoncé
(2009)
Singles
1. If I Were a Boy
Sortie : 8 septembre 2008
2. Single Ladies (Put a Ring on It)
Sortie : 12 octobre 2008
3. Diva
Sortie : 20 janvier 2009
4. Halo
Sortie : 20 janvier 2009
5. Ego
Sortie : 19 mai 2009
6. Sweet Dreams
Sortie : 2 juin 2009
7. Broken-Hearted Girl
Sortie : 28 août 2009
8. Video Phone (feat. Lady Gaga)
Sortie : 17 novembre 2009
9. Why Don't You Love Me
Sortie : 2 juillet 2010

I Am… Sasha Fierce est le troisième album studio de l'artiste américaine de R'n'B Beyoncé. Sorti le 18 novembre 2008, chez Columbia Records, il est considéré comme un double album. Le premier disque I Am… comporte des ballades R'n'B et des chansons pop à tempo lent ou moyen, tandis que le second disque Sasha Fierce, intitulé d'après l'alter ego de Beyoncé, contient plus de chansons dansantes à tempo élevé qui se croisent avec de l'europop et de l'electropop. Une édition deluxe est commercialisée simultanément avec l'édition standard dans les marchés internationaux en novembre et décembre 2008.
I Am… est inspiré de chansons folks, alternatives et de guitare acoustique. Le second disque Sasha Fierce présente le son moderne et dynamique de Beyoncé. La critique reçoit l'album avec des avis mitigés ou positifs et reproche d'avoir fait un double album au lieu d'un seul. Quoi qu'il en soit, celui-ci débute à la première place du classement américain Billboard 200, avec 482 000 exemplaires vendus dès la première semaine. I Am… Sasha Fierce est un succès avec 14 disques de platines et atteint le Top-10 dans les classements du monde entier. Un remix comprenant une vidéographie, une édition platine avec une réédition de l'édition deluxe, ainsi qu'un EP intitulé I Am… Sasha Fierce - The Bonus Tracks sont commercialisés fin 2009.
Les deux premiers singles de I Am… Sasha Fierce, If I Were a Boy et Single Ladies (Put a Ring on It) sont des succès internationaux. Diva et Ego sortent en format singles uniquement aux États-Unis tandis que Halo et Sweet Dreams sortent respectivement au niveau international comme le troisième et le quatrième single. Broken-Hearted Girl sort au niveau international comme le cinquième single même s'il n'est pas commercialisé aux États-Unis et aux Pays-Bas. Video Phone sort en novembre 2009 avec une version remixée où participe la chanteuse pop Lady Gaga. Why Don't You Love Me, sorti en dernier et en tant que single promotionnel, obtient une honorable sortie numérique au Royaume-Uni en août 2010.
L'album s'est vendu à plus 2 millions d'exemplaires en  deux mois à partir du mois de Janvier 2009.
L'album s'est vendu à plus de 7,5 millions d'exemplaires dans le monde. L'album recueille des prix et des nominations en gagnant notamment le Grammy Award du meilleur album R&B contemporain et le Soul Train Award de l'album de l'année en 2009. I Am… Sasha Fierce est promu avec des performances live à travers le monde entier dont une dans X Factor au Royaume-Uni et une dans le dernier épisode de TRL, qui s'ajoutent à la tournée mondiale, le I Am… World Tour.

## Production et développement
Beyoncé Knowles commence à enregistrer son troisième album studio en 2007. Elle révèle à MTV Asia que l'album est enregistré en un an, soit le maximum de temps passé sur un enregistrement depuis ses premiers disques avec Destiny's Child. L'artiste déclare qu'elle est inspirée par son mari Jay-Z, et surtout par Etta James, qu'elle trouve franche et audacieuse. Ces inspirations incitent Beyoncé à de nouvelles perspectives musicales.
Lorsque Beyoncé commence à enregistrer le double album, elle a confiance et se sent plus mature en tant qu'artiste. Même si elle a du succès et de la chance, Beyoncé jusqu'à présent a toujours voulu être challengée, nerveuse et inquiète de toutes ces choses qui font une « carrière ». Les sessions d'enregistrement de l'album ont lieu de 2007 à 2008 dans plusieurs studios d'enregistrement, dont le 2d Floor Studios à Orlando, les Patchwerk Studios, les Bangledesh Studios, les Soapbox Studios, les Silent Sound Studios, et les Tree Sound Studios à Atlanta, aux Chung King Studios, aux Electric Lady Studios, aux Roc The Mic Studios, et aux Strawberrybee Productions à New York, aux GAD Studios à Ibiza en Espagne, aux Mansfield Studios et à The Campground à Los Angeles, aux South Beat Studios à Miami Beach, et à The Boom Boom Room à Burbank[source secondaire souhaitée]. Les producteurs et les compositeurs qui ont collaboré avec Beyoncé sur l'album sont Kenneth Edmonds, Stargate, Tricky Stewart, Terius Nash, Rodney Jerkins, Sean Garrett, Solange, Jim Jonsin, Rico Love et Ryan Tedder. Beyoncé collabore avec de nouveaux auteurs et producteurs, parmi lesquels le producteur Toby Gad sur If I Were A Boy, et l'auteur-compositeur britannique Amanda Ghost sur Disappear qui lui rappelle les Beatles. Elle déclare qu'au moins trois chansons étaient enregistrées chaque journée. Les plus grands noms de l'industrie musicale sont sollicités et au cours de huit mois, plus de 70 chansons coécrites et coproduites par Beyoncé, ont été enregistrées,. L'artiste déclare également que la plupart des chansons tournent autour du thème de l'amour. Enfin, dix titres sont sélectionnés pour être mis sur l'édition standard de I Am… Sasha Fierce et sept autres sur l'édition deluxe de l'album. Les chansons de légendes établis comme The Neptunes et Danjahandz ne font pas partie du disque.
Pour I Am…, Beyoncé Knowles est influencée par les chansons folks, alternatives (et par la guitare acoustique), qui sont toutes différentes de ce qu'elle chante habituellement. Elle produit, écrit et enregistre une sélection soigneusement élaborée de ballades contemporaines avec Kenneth Edmonds, Tricky Stewart et Terius Nash, Toby Gad et Ryan Tedder. Ces ballades sont faites pour combiner les meilleurs éléments de pop et de soul, tout en augmentant les possibilités des deux genres. Par exemple, If I Were a Boy est différente de ses anciennes chansons. Beyoncé veut essayer quelque chose de nouveau car le public a une plus forte attente. Cette chanson est difficile, mais elle l'a chanté, car elle s'est rappelé qu'Aretha Franklin a dit qu'une grande chanteuse peut chanter n'importe quoi et en faire son chemin. De surcroit, Beyoncé a travaillé avec Amanda Ghost pour une version de l'Ave Maria de Franz Schubert. Le 8 novembre 2008, Amanda Ghost déclare au Daily Telegraph que la chanteuse et elle-même se sont inspirés de leurs mariages récents, lesquels ont été portés sur l'autel de la chanson. En outre, l'auteur-compositeur explique que les paroles évoquent la relation entre Beyoncé et son mari. Elles ont également coécrit Disappear à Londres avant de commencer avec Ave Maria.

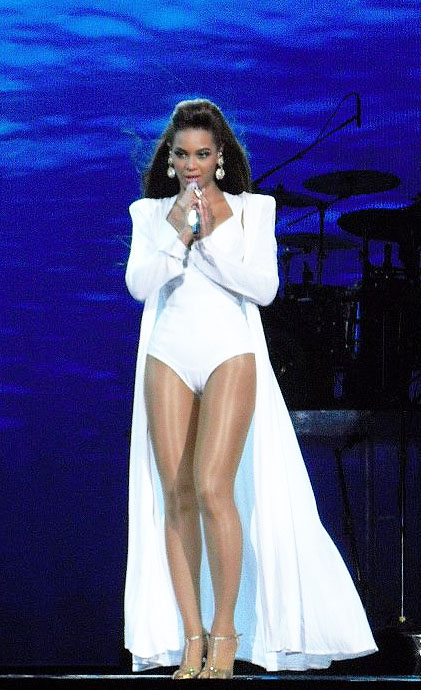
Beyoncé interprétant Smash into You durant le I Am… Tour.

Quant à Sasha Fierce, le disque est décrit par l'artiste comme une compilation de chansons dont l'interprète est déjà bien connu du public et où elle s'est efforcé de donner un ton plus intime. Sasha Fierce utilise la production et les compositions de Rodney Jerkins, Sean Garrett, Solange, Rico Love et de Jim Jonsin. Le son « frais » moderne de l'alter ego de Beyoncé provient de la production de Bangladesh. Single Ladies (Put A Ring On It) est décrit comme un hymne d'autonomisation personnelle tandis que la chanson à tempo élevé Radio évoque essentiellement l'enfance de l'artiste passée dans sa maison à développer un amour renforcé pour la musique. Un duo unique de producteurs-auteurs-compositeurs a travaillé sur les deux faces de l'album; il s'agit de Tricky Stewart, et The Dream qui ont travaillé sur Smash Into You pour le disque I Am… et sur la piste principale du disque Sasha Fierce, Single Ladies (Put A Ring on It).
Dans les mois précédant la sortie de l'album, la chanteuse publie un communiqué sur son site officiel pour donner certains détails sur la nature de son prochain album. Faisant une comparaison dans un magazine, elle précise que le disque est un double album et qu'il a donc deux couvertures. Concernant l'album, le père et le manager de Beyoncé, Mathew Knowles déclare: « Nous avons pensé à l'extérieur du disque et à quelque chose de différent ». Comme une phrase de conclusion, Beyoncé déclare que, lyriquement, I Am… Sasha Fierce est son meilleur album à ce jour et qu'elle a sélectionné attentivement toutes les chansons tandis que son label décrit son travail comme « son disque le plus personnel, le plus réflechi et le plus révélatif à ce jour. ».

## Composition

### Style musical et paroles
Dans une interview pour le magazine Billboard, Beyoncé décrit plus en détail les deux côtés de l'album en déclarant qu'il y a : « ...un côté a des chansons qui sont plus « à la mode » et l'autre contient plus mes chansons de R'n'B traditionnel pour mes fans qui ont été toujours présents. Certaines d'entre elles ressemble à Barbra Streisand, Karen Carpenter et aux Beatles aux alentours des années 1970. ». Elle explique plus tard dans The Oprah Winfrey Show que la différence entre I Am… Sasha Fierce et ses albums précédents est qu'il comprend plus de ballades. Le second disque, Sasha Fierce contient des influences electro, qui apparaissent dans des chansons comme Radio et Sweet Dreams,. Les points de vente et les médias notent que l'album n'est pas organisé comme ses albums précédents et qu'il montre peu de ressemblances par rapport à la rétro-soul de B'Day. Au lieu de cela, c'est un ensemble de deux disques conçu pour tenir compte de deux côtés opposés de la personnalité musicale de la chanteuse. Par exemple, Bill Lamb commente dans son avis sur l'album et les chansons de Sasha Fierce que Single Ladies (Put a Ring on It) est un retour à Get Me Bodied de B'Day. Certains critiques décrit les ballades de I Am… comme moroses et les titres avec un tempo élevé sur Sasha Fierce comme des charges propulsives pour les pistes de danse. Entertainment Weekly note que le choix de sortir deux singles (un de chaque disque) pour précéder l'album démontre le contraste entre ses deux personnages contradictoires.
If I Were a Boy est le premier single de I Am… et il est la seule chanson de chaque disque que Beyoncé n'a pas coécrite. BC Jean, qui a écrit la plupart des paroles de cette chanson, s'est inspiré pour son écriture d'une mauvaise rupture. Elle précise que la chanson n'est pas une chanson de R'n'B traditionnelle. Elle voulait essayer quelque chose de nouveau avec des paroles plus fortes. Pendant ce temps, les critiques compare l'autre single principal, Single Ladies (Put a Ring on It) à Respect d'Aretha Franklin ou à I Will Survive de Gloria Gaynor. La chanson devient l'hymne de l'émancipation féminine. La chanteuse explique que le concept de la chanson est tout simplement de donner aux femmes le courage et la confiance avant de se marier ou de se fiancer et de enfin passer à une autre étape. Halo composée par Ryan Tedder et Evan Bogart est pour Beyoncé, mais elle était presque enregistrée par Leona Lewis en raison du retard qu'elle avait pris quand elle a dit à Tedder qu'elle voulait enregistrer la chanson. Dans une interview avec HitQuarters, Bogart déclare que l'une des inspirations originales pour la chanson était le chanteur Ray LaMontagne. Andy Kellman de AllMusic note que Diva, une variation de A Milli de Lil Wayne, est la seule piste qui ressemble à Freakum Dress ou à Ring the Alarm en termes d'audace. Selon Billboard, Ego combine des éléments des deux côtés de la personnalité musicale de l'interprète et sonne comme un hommage à la vieille école R'n'B de « confitures » à tempo moyen. D'autre part, Sweet Dreams est acclamé par la critique pour son son très similaire à Beat It de Michael Jackson et pour son son électro-pop. Certains critiques sont même allés à dire que ça sonne comme le cousin de Disturbia de Rihanna. Disappear se compose de douces harmonies et d'un choix de guitare délicate. Broken-Hearted Girl est une chanson R'n'B-pop débutant comme une ballade piano-voix, puis qui se transcende dans un rythme minimaliste.
Selon Chris Willman de Yahoo!, Video Phone a des paroles qui sont une référence à une « célébration du sexe sur Skype et qui fait voir un spectacle solo, à la caméra, à un gars que vous venez de rencontrer au club. ». Radio est une chanson à tempo élevée qui montre des influences de la synthpop des années 1980, de l'Europop, et de la techno. La chanson explore la relation entre Beyoncé et son amour pour les chansons jouées à la radio quand elle était enfant. L'album contient également plusieurs chansons retravaillées dont Smash into You, qui avait déjà été enregistré par Jon McLaughlin sous le titre Smack into You. La chanson est remaniée et ré-enregistrée par la chanteuse, ce qui fait gagner ses crédits d'écriture minimales pour la chanson pour avoir changé « Smack » en « Smash ». Elle est ensuite utilisée dans le générique de fin du film de 2009 Obsessed, où elle avait le rôle principal. That's Why You're Beautiful est décrit comme ressemblant étrangement aux côtés mélancoliques des groupes indie rock du début des années 1990 comme Tsunami ou Versus. Hello se détache comme une autre ballade qui peuplent la première partie de l'album et elle contient une ligne du film Jerry Maguire qui est « You had me at hello » dans le refrain. L'édition platine de l'album inclut une reprise par Beyoncé de la chanson de 1979 de Billy Joel Honesty. Cependant, toutes les chansons n'ont pas été attribués à Sasha Fierce. Par exemple, Ego, Why Don't You Love Me et Scared of Lonely ont été notées comme étant entre les deux moitiés de l'album. Selon VH1, celles-ci ressemblent à Sasha musicalement, mais thématiquement et lyriquement, ils sont vulnérables comme Beyoncé.

### Sasha Fierce
L'album présente l'alter-ego de Beyoncé : Sasha Fierce. Sasha serait née pendant le tournage du clip de Crazy in Love. Dans une interview pour le magazine People, la chanteuse affirme que son alter-ego est strictement pour la scène, avec le magazine décrivant Sasha Fierce comme l'alter ego agressif et sensuel de la chanteuse. Beyoncé dit plus tard sur MTV que: « La moitié du disque, I Am..., me montre sans tout le maquillage, sans les lumières et sans la tragédie des stars passionnantes. Et Sasha Fierce est le côte plus fun, plus sensuel, plus agressif, plus franc et plus glamour qui sort quand je travaille et quand je suis sur scène. Le double album me permet de prendre plus de risques et de vraiment sortir de moi-même, ou devrais-je dire, de faire un pas de plus vers moi-même, et de révéler une partie de moi que seules les personnes qui me connaissent peuvent voir. »,. Plus tard interviewée par le magazine Marie Claire, Beyoncé révèle qu'elle se sent possédée par son alter-ego sur scène: « J'ai créé un alter ego: ce que je fais lors du spectacle je ne le ferais jamais normalement. Je révèle des choses sur moi-même que je ne ferais pas dans une interview. J'ai des expériences hors du corps [sur scène]. Si je me suis coupé la jambe, si je tombe, je ne le sens  même pas. Je suis tellement courageuse; je ne suis pas consciente de mon visage ou mon corps. ».
Sasha Fierce apparaît pour la première fois dans la vidéo de Single Ladies (Put a Ring on It) avec sa signature Roboglove. La chanteuse est habillée comme son alter-ego sur le tapis rouge lors des MTV Europe Music Awards 2008, et plus tard dans Saturday Night Live où elle chante, ainsi que sur la couverture du magazine Gotham. Son père et manager, Mathew, explique la raison de l'album deux disques, en disant que: « Beyoncé a été catégorique
— et elle a le plein contrôle créatif — sur la répartition de ses chansons. Elle sentait qu'elle ne pouvait pas mélanger les chansons ensemble. Elle est dans un espace beaucoup plus différent de ce qu'elle était il y a un an. Elle est mariée et est dans une situation très bonne et cet album reflète cela. ». Une
ligne de vêtements Sasha Fierce est ensuite créée par Thierry Mugler afin de capturer une « autre facette de ma personnalité [celle de Beyoncé] » et est décrite comme étant le « côté confiant, sensuel et audacieux d'une femme ». Le 1er juillet 2009, Beyoncé Knowles et sa designer et mère Tina Knowles lancent la ligne de vêtements inspirés des costumes du I Am… Tour pour l'album. Celle-ci comprend des vêtements de sport et de plein air, des sacs à main et des bijoux.

## Sortie
L'édition Deluxe de l'album sort au même moment que l'édition Standard. Mathew Knowles organise une soirée d'écoute de l'album à New York le 22 octobre 2008. Avant la date de sortie, tout l'album est mis le 11 novembre 2008 sur le compte Myspace de Beyoncé. Pour correspondre à la sortie du double album, Columbia Records crée un site teaser pour Sasha Fierce. En mai 2009, Beyoncé apparaît sur MTV pour parler de son prochain single Ego. Elle saisit l'occasion pour parler un peu de l'album, en disant que: « Une des grandes choses au sujet de l'album, c'est qu'il est si différent. ». Plus tard, le 16 juin 2009, Above and Beyoncé: Video Collection & Dance Mixes est commercialisé. Cette sortie CD/DVD inclut les remixes dance des singles de l'album (ainsi que le remix d'Ego avec le rappeur Kanye West), et les vidéos précédemment sorties pour ces singles. Enfin l'édition platine de I Am… Sasha Fierce sort dans une liste de pays sélectionnés en novembre 2009, avec un CD et un DVD.
L'édition Deluxe de l'album ressort aux États-Unis le 23 novembre 2009 avec l'ensemble des chansons déjà commercialisées et avec de nouvelles chansons que sont Poison et Why Don't You Love Me, ainsi que le remix de Video Phone avec Lady Gaga. Un EP intitulé I Am… Sasha Fierce - The Bonus Tracks sort également le 23 novembre 2009 dans plusieurs pays avec ces nouveaux morceaux.
À la suite de la sortie numérique, Ave Maria débute dans le UK Singles Chart à la 150e place le 29 novembre 2008. Beyoncé reprend également Honesty, une chanson de Billy Joel qui est incluse comme piste bonus dans l' édition platine. L'album gagne une certaine notoriété au Japon où il se classe à la 79e place en 2009. Beyoncé interprète également la chanson sur son I Am… Tour (mais uniquement en Corée) et se classe finalement à la seconde place dans le classement des singles coréens dans la semaine du 17 janvier 2010. Radio sort uniquement aux Pays-Bas à la place de Broken-Hearted Girl en septembre 2009. Elle est utilisée dans différentes publicités à la télévision néerlandaise pour promouvoir des stations de radio locales[pertinence contestée] et elle atteint la 14e position du Top 40 néerlandais grâce au nombre élevé de téléchargements. Après la sortie de l'EP - I Am…Sasha Fierce - The Bonus Tracks en Corée du Sud, une nouvelle chanson présente sur l'extended play, Poison devient très populaire et atteint la première place du classement coréen des singles dans la semaine du 7 février 2010.

## Singles

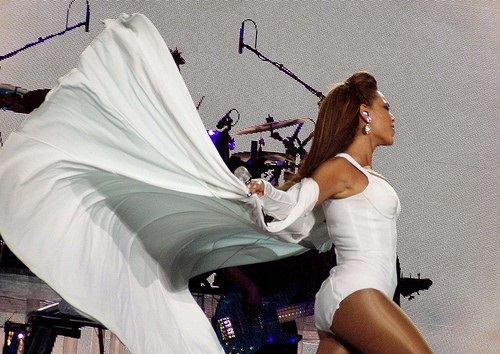
Beyoncé interprétant Broken-Hearted Girl.

Le 8 octobre 2008, Beyoncé sort les deux premiers singles de l'album. Le premier, If I Were a Boy prend la troisième place du Billboard Hot 100 américain, et la première place dans huit classements du monde entier, et atteint le top dix dans beaucoup d'autres classements. Single Ladies (Put a Ring on It) est le second single et prend la première place du Billboard Hot 100, devient le cinquième single numéro un de Beyoncé dans ce classement et réussit également dans les autres marchés internationaux en prenant des places dans le top dix partout dans le monde. Les pistes sont respectivement certifiés sextuple disque de platine et undécuple disque de platine (disque de diamant) par la Recording Industry Association of America (RIAA). Single Ladies (Put a Ring on It) gagne trois prix lors de la 52e cérémonie des Grammy Awards: celui de la chanson de l'année, de la meilleure chanson R'n'B, et celui de la meilleure performance vocale R'n'B féminine. Un troisième enregistrement, Diva, est commercialisé en single uniquement aux États-Unis, prend la 19e place du Billboard Hot 100, devenant le douzième titre de Beyoncé dans le top vingt, et la troisième position du classement Hot R&B/Hip-Hop Songs. Il est certifié double disque de platine par la RIAA.
Le disque suivant Halo bénéficie d'une sortie internationale et prend la cinquième place aux États-Unis et de nouveau il s'agit un succès commercial car il atteint les top dix dans le monde entier. Il gagne également un Grammy Award pour la meilleure performance vocale pop féminine et est certifié undécuple disque de platine (disque de diamant) par la RIAA.
Ego, single uniquement sorti aux États-Unis, le 19 mai 2009, devient par la suite un remix avec la voix de Kanye West. Il prend la 39e place du Billboard Hot 100 américain et la troisième place du classement Hot R&B/Hip-Hop Songs. La chanson est certifiée double disque de platine par la RIAA. Après l'annonce du I Am… Tour, deux titres supplémentaires sont proposés. Intitulés Broken-Hearted Girl et Sweet Dreams, ils deviennent respectivement le septième et le sixième single. Sweet Dreams atteint le top dix dans beaucoup de pays et prend la première place du classement néo-zélandais des singles et est certifié triple disque de platine aux États-Unis, tandis que Broken-Hearted Girl, le septième single, atteint le top 40 dans les classements du monde entier. Bien qu'il ne soit pas commercialisé aux États-Unis, il y est certifié disque d'or.
Plus d'un an après la sortie de l'album, Video Phone, sorti comme le huitième single de l'album avec un clip vidéo et une sortie numérique, prend la forme d'un remix prolongé avec l'artiste electropop américaine, Lady Gaga. Comme son prédécesseur, il atteint le top 40 dans les pays du monde entier et prend la 65e place aux États-Unis et devient le 14e numéro un de Beyoncé dans le US Dance Club Chart. Le morceau est certifié disque de platine aux États-Unis. En février 2010, Why Don't You Love Me, une piste bonus tirée des multiples sorties de l'album, entre dans le Hot Dance Club Songs américain et prend finalement la première place ce qui en fait le 13e titre numéro un de Beyoncé dans ce classement. Le 4 mai 2010, un clip vidéo de longue durée apparaît en ligne. La chanson bénéficie d'une bonne sortie numérique au Royaume-Uni le 27 août 2010 et prend le 13 septembre 2010, la 51e place du classement des singles britanniques et la 14e place de son classement R'n'B.
En juillet 2010, les pistes numériques de l'album se vendent à 12 305 000 exemplaires aux États-Unis.

## Ventes
I Am… Sasha Fierce fait son premier début à la cinquième place du classement Oricon des albums internationaux au Japon et arrive ensuite à la première place et devient ainsi le troisième album numéro un de Beyoncé dans ce pays. Il prend la première place du Billboard 200 américain, avec 482 000 exemplaires vendues dans sa première semaine et donne à la chanteuse son troisième album numéro un consécutif aux États-Unis. Beyoncé devient la troisième artiste féminine de cette décennie à avoir ses trois premiers albums numéro un dès leurs débuts dans le classement des albums américains Billboard 200. Selon Billboard, I Am… Sahsa Fierce est le 10e album le plus vendu en 2008, et il reçoit un double disque de platine de la part de la RIAA. En mars 2012, l'album s'est vendu à plus de 3 millions d'exemplaires environ aux États-Unis selon Nielsen SoundScan. Après la 52e cérémonie des Grammy Awards où Beyoncé a établi un record pour une artiste en remportant six trophées en une nuit, I Am… Sasha Fierce progresse de 21 places en passant de la 35e à la 14e position en se vendant à 32 200 exemplaires soit une augmentation de 101 %. I Am… Sasha Fierce reste 81 semaines dans le classement américain Billboard 200 de décembre 2008 à juin 2010.

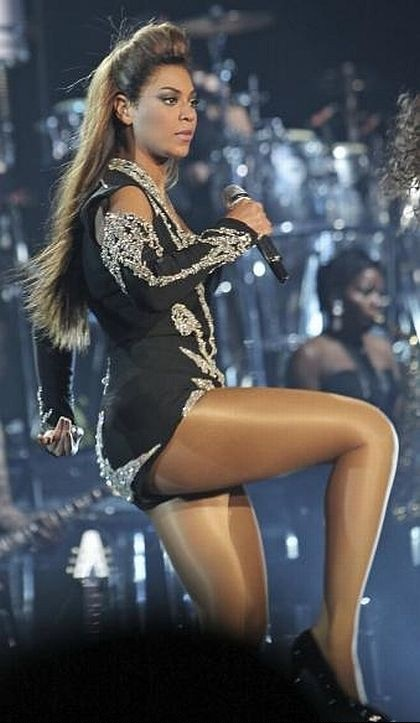
Beyoncé interprétant Single Ladies (Put a Ring on It) au Canada lors du I Am… Tour en 2009.

Au Royaume-Uni, l'album débute à la 10e place le 29 novembre 2008 et devient l'album le moins bien classé à son début de la chanteuse malgré un plus fort nombre des ventes en première semaine que son précédent album, B'Day. À la suite de la performance de Beyoncé lors de la finale de 2008 de The X Factor avec la gagnante Alexandra Burke, l'album avance à la neuvième position le 27 décembre 2008. Grâce au succès de ses singles au Royaume-Uni et surtout grâce au succès de Sweet Dreams, I Am… Sasha Fierce passe de la cinquième place à la seconde, soit sa meilleure place, dans la 39e semaine de présence dans le classement soit pendant la semaine du 16 août 2009. La sortie de l' édition platine contribue encore à accroître les ventes de l'album qui fait un bond de la 53e position à la huitième le 14 novembre 2009 soit dans sa 51e semaine dans le classement. Le 22 janvier 2010, il est certifié quadruple disque de platine par la BPI. En septembre 2010, l'album a passé 96 semaines consécutives dans le top 100 avec 75 semaines dans le top 40 principal du 2 novembre 2008 au 10 mai 2010, avant de sortir du top 100, pour la première fois, le 26 septembre 2010. L'album s'est vendu à 1,5 million de copies dans ce pays. En Irlande, il débute à la troisième place, et il devient le second album de Beyoncé dans le top trois dans ce pays. Après le succès commercial des deux premiers singles If I Were a Boy et Single Ladies (Put a Ring on It) et lors de l'annonce du I Am… Tour, l'album prend la première place du classement irlandais pendant deux semaines consécutives au début de janvier 2009,, ce qui en fait son second album numéro un en Irlande. L'album reste dans le top 25 pendant 75 semaines consécutives du 20 novembre 2008 au 22 avril 2010 et devient le plus grand succès de tous les temps en Irlande, bien qu'il soit certifié seulement double disque de platine en raison d'une audition trop tôt. Cependant, il arrive à ré-entrer dans le top 25 en passant de la 35e à la 21e place le 1er juillet 2010. Il apparaît pour la dernière fois dans le classement le 5 août 2010 après 90 semaines, dont 77 semaines dans le top 25.
En Australie, I Am… Sasha Fierce débute à la neuvième place à la fin novembre 2008, et prend la huitième position début janvier 2009. Toutefois, suivant le succès des singles Sweet Dreams et Broken-Hearted Girl, l'album rebondit à la troisième position à deux occasions en octobre 2009 et est certifié triple disque de platine le 23 novembre 2009. L'album sort du top 50 principal le 10 mai 2010, après avoir passé 76 semaines consécutives sur le top 50 des albums. Cependant, il fait un retour dans le top 50 le 7 juin 2010, en sautant de la 76e à la 25e place, et passe cinq semaines supplémentaires dans le top 50 avant de ressortir de celui-ci le 12 juillet 2010. Au total, I Am… Sasha Fierce se classe pendant 81 semaines dans le top 50 du 24 novembre 2008 au 5 juillet 2010 et pendant 89 semaines consécutives dans le top 100 du 24 novembre 2008 au 8 août 2010. En Nouvelle-Zélande, l'album débute à la 16e place fin novembre 2008 et atteint ensuite la 6e place début mars 2009. Grâce à la popularité croissante de ses singles, en particulier Sweet Dreams, l'album prend la troisième place le 21 septembre 2009 et est certifié disque de platine le 26 avril 2009 après 23 semaines de présence dans le classement avec plus de 15 000 exemplaires envoyés chez les détaillants et reste 61 semaines non-consécutives dans le classement du 24 novembre 2008 au 5 avril 2010. En Espagne, l'album à ses débuts prend la septième place le 26 novembre 2008, et est certifié disque de platine pour la vente de plus de 60 000 exemplaires au 26 octobre 2009. Il est vu pour la dernière fois dans le classement le 1er septembre 2010 après avoir passé 82 semaines non-consécutives dans le top 100. L'album est certifié disque de diamant au Brésil. Avec cette réussite, Beyoncé est décrite comme un « phénomène des ventes » par Alexandre Schiavo. Avec 182 000 exemplaires vendus entre janvier et octobre 2009, I Am… Sasha Fierce se classe troisième parmi les albums les plus vendus du pays.
Après la 52e cérémonie des Grammy Awards, I Am… Sasha Fierce remonte remarquablement dans plusieurs classements nationaux ou bien revient de nouveau dans d'autres classements et gagne des places en Suisse, en Autriche et en Portugal en février 2010,,. En avril 2012, l'album s'est vendu à plus de 7,5 millions d'exemplaires dans le monde.

## I Am… Tour

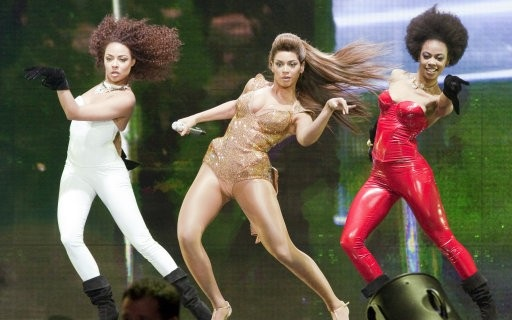
Beyoncé sur le I Am… Tour.

Pour promouvoir l'album, Beyoncé embarque sur une tournée mondiale avec plusieurs étapes. Son I Am… Tour débute à Edmonton au Canada le 26 mars 2009. La partie européenne de la tournée commence le 26 avril 2009 à Zagreb en Croatie et se termine le 9 juin 2009 à Londres. Le 21 juin 2009, la troisième partie de la tournée aux États-Unis commence et se finit en août avec une étape de 4 jours au Encore Las Vegas sur le Las Vegas Strip. Débutant le 15 septembre 2009, la quatrième partie débute à Melbourne en Australie et se finit le 24 septembre à Perth. Beyoncé vient ensuite en Asie, au Moyen-Orient, en Europe, en Afrique et au Royaume-Uni, et finit le 24 novembre à Belfast en Irlande du Nord. La tournée a finalement sa dernière partie en Amérique latine en 2010. Débutant cette dernière partie le 4 février 2010 à Florianópolis au Brésil, Beyoncé tourne dans cinq autres lieux pour terminer à Trinidad le 18 février 2010. Selon Pollstar, le I Am… Tour a rapporté 17,2 millions de dollars entre le 1er janvier et le 30 juin 2010, auxquels s'ajoutent 86 millions de dollars de ses 93 premiers concerts en 2009 ce qui donne un total pour la tournée de 103,2 millions de dollars pour les 97 spectacles. Beyoncé, en marge de sa tournée, a joué dans une salle du Encore Theater à Las Vegas. Intitulé I Am… Yours et ayant eu lieu le 2 août 2009, le spectacle enregistré a fait l'objet d'un DVD et d'un CD audio et a également été diffusée à la télévision à la fin novembre 2009.

## Accueil

### Critique
À ses débuts, I Am… Sasha Fierce reçoit des avis généralement mitigés ou bien positifs de la plupart des critiques musicaux. Metacritic, qui assigne une note moyenne sur 100 des avis des principaux critiques attribue à l'album une moyenne de 62, sur la base de 22 « avis généralement favorables ». Sal Cinquemani de Slant Magazine donne à l'album 3 étoiles sur 5 et écrit que « la force de I Am... Sasha Fierce [...] n'est pas ses chansons individuels — qui ne suffisent pas à faire un album plus grand que la somme de ses parties, mais un témoignage de Beyoncé comme l'une des artistes d'aujourd'hui avec les singles les plus fiables. », mais il note que : « la disparité réelle est son incapacité à concilier les mièvreries de I Am avec les sons plus modernes et nerveux de Sasha Fierce ». D'après Stacey Anderson de Spin, le premier disque de l'album souffre de « ronronnements décevants » et le second disque est caractérisé par « une direction intrigante mais diluée ». Adam Mattera de The Observer donne 2 étoiles sur 5 et reproche le manque de profondeur des deux disques : « le disque 1 est trop occupé à chasser les formats de radio pour exposer une âme véritable... Le côté Sasha coupe droit dans le business avec le single tenace Radio ... et une succession d'hymnes de femmes indépendantes tels que Single Ladies et Diva, qui va sans doute inspirer les drag queens dans le monde entier, tout en laissant perplexe la plupart des autres ». Le journaliste de AllMusic, Andy Kellman voit dans le double disque un « gadget » et une chose « peu solide » et favorise « la pop rapide et si facile à mémoriser » du second disque. Il exprime que sur le disque I Am…, « Beyoncé sent chaque ligne dans toute la mesure, ce qui sauve presque la sobriété de l'ensemble ». Mariel Concepcion de Billboard voit que « c'est classique, les chansons R'n'B plus intemporelles sur la [I Am...] partie de l'album semblent une partie bien accueillie par la chanteuse. ». Amy Linden de Vibe déclare que « ironiquement, c'est la personnalité la plus docile (et sans nom) qui est la plus intrigante, la plus puissante et la plus sexuelle. ... Beyoncé est comme détendue et confiante et, si pour aucune autre raison que le fait que vous ne pouvez pas entendre son essai, cela touche la cible. ». Matos Michaelangelo du The A.V. Club donne à l'album une note de B même s'il reconnait que « Les deux moitiés ne feront pas nécessairement un meilleur son et que les deux mélangés ensemble sont assez inégaux. ». Bill Lamb de About.com donne à l'album 4 étoiles sur 5 et concède qu'« I Am ... Sasha Fierce est un effort et un concept impressionnant. Cependant, il est légèrement inférieur à la qualité vivifiante de son précédent album B'Day. Enfin, ce n'est pas un album incontournable. ».

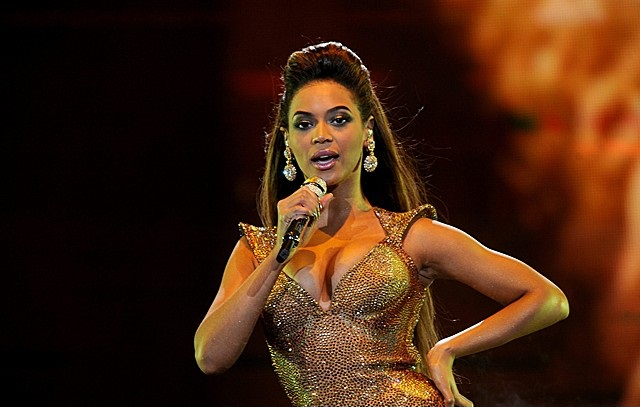
Beyoncé sur le I Am… Tour.

Dans son guide du consommateur pour MSN Music, le critique Robert Christgau donne à l'album une note B et le nomme comme le « raté du mois », en indiquant que c'est « un mauvais disque, où les détails méritent rarement une plus ample réflexion. Au niveau supérieur, il peut simplement être surestimée, décevant, ou terne. Au niveau inférieur, il peut être méprisable. ». Christgau décrit le « dédoublement de la personnalité » comme « profondément insipide » et écrit qu'« il y a trois bonnes chansons sur cet objet de 11 pistes. ». Nick Levine de Digital Spy donne à l'album 3 étoiles sur 5 et voit son contenu comme impersonnel et Jonah Weiner de Blender lui donne également 3 étoiles sur 5, et dit que « Beyoncé est encore une beauté de magasin féministe, de mauvais goût mais elle décrit cependant la ruée vers le crépitement de l'amour avec une aisance surnaturelle. ». Ryan Dombal de Pitchfork considère que c'est comme une régression par rapport à son album précédent B'Day et déclare que « personne ne gagne la bataille Beyoncé vs Sasha et que souvent, c'est l'auditeur qui y perd. ». Christian Hoard de Rolling Stone note que ses chansons lentes sont « complètes pour avoir une fade affirmation de soi et des lignes molles », mais écrit toutefois que « le disque Sasha bénéficie de la musique la plus aventureuse de Beyoncé à ce jour. ». Colin McGuire de PopMatters trouve que l'album est « un peu rude sur les bords parfois » et voit dans le disque Sasha Fierce « un voyage beaucoup plus convaincant sur la route de la dance. ». Nana Ekua Brew-Hammond de The Village Voice trouve le disque I Am… incohérent, mais déclare que « Sasha Fierce ne souffre pas d'une telle crise d'identité. Cuivré, prétentieux, confrontée, et spirituelle, chaque piste incendiaire vous incite à laisser vos inhibitions au vestiaire. ». Daniel Brockman du journal The Boston Phoenix donne à l'album 3 étoiles sur 4 et recommande de « passez directement au deuxième disque ». D'après Leah Greenblatt de Entertainment Weekly, l'album offre « deux côtés convaincants » de Beyoncé, et, « l'album aurait été mieux servi s'il avait été édité en un seul disque, plutôt que ce qui semble être fait en fin de compte comme un truc de marketing. Et tandis que les fans seront sûrement en train de spéculer, il y a un peu dans les paroles ce sentiment plus révélateur que les feux d'artifice feu émotionnels précédents comme Ring the Alarm en 2006. ». Talia Kraines de BBC Online donne à l'album un avis tout à fait favorable en indiquant que « Les double albums nous font habituellement tirer une sale gueule (Back to Basics, vous vous rapellez ?) mais on devine au moins ce qui a un point, ou presque. ». Elle complimente les chansons comme If I Were a Boy, Ave Maria, Halo, Diva, Radio et Sweet Dreams. 
L'album se classe 12e sur la liste des meilleurs albums de la décennie dans l'avis des lecteurs de Rolling Stone. Leah Greenblatt de Entertainment Weekly classe I Am… Sasha Fierce deuxième de la liste des 10 meilleurs albums de 2008 dans Entertainment Weekly, en déclarant que « If I Were a Boy et Single Ladies (Put a Ring on It) sont sans aucun doute les meilleures chansons de l'album, cependant la surprise est de savoir comment se satisfaire systématiquement du reste — même la floraison des pistes les moins voyantes sur une écoute répétée. ». I Am… Sasha Fierce gagne le Soul Train Award 2009 de l'album de l'année. Il fait également gagner à Beyoncé huit nominations aux Grammy Awards, dont le prix de l'album de l'année. Il gagne finalement le prix du meilleur album de R'n'B contemporain.

## Listes des pistes

### Édition standard
| 1. | If I Were a Boy                     | Toby Gad, BC Jean                                                          | 4:10 |
| 2. | Halo                                | Beyoncé Knowles, Ryan Tedder, Evan Bogart                                  | 4:21 |
| 3. | Disappear                           | Knowles, Amanda Ghost, Hugo Chakrabongse, Dave McCracken, Ian Dench        | 4:28 |
| 4. | Broken-Hearted Girl                 | Kenneth "Babyface" Edmonds, Mikkel S. Eriksen, Tor Erik Hermansen, Knowles | 4:39 |
| 5. | Ave Maria                           | Knowles, Ghost, Dench, Makeba, Eriksen, Hermansen                          | 3:42 |
| 6. | Satellites                          | Ghost, McCracken, Dench, Knowles                                           | 3:07 |
| 7. | Save the Hero (piste bonus digital) | Knowles, Ali Tamposi, Rico Love, James Scheffer                            | 4:34 |

| 1. | Single Ladies (Put a Ring on It) | Christopher Stewart, Terius Nash, Thaddis "Kuk" Harrell, Knowles | 3:13 |
| 2. | Radio                            | Scheffer, Love, Dwayne Nesmith, Knowles                          | 3:38 |
| 3. | Diva                             | Knowles, Shondrae Crawford, Sean Garrett                         | 3:21 |
| 4. | Sweet Dreams                     | Knowles, Scheffer, Wayne Wilkins, Love                           | 3:28 |
| 5. | Video Phone                      | Knowles, Crawford, Garrett, Angela Beyincé                       | 3:35 |

### Édition deluxe
| 1.  | If I Were a Boy                                                          | Toby Gad, BC Jean                                                         | 4:10 |
| 2.  | Halo                                                                     | Beyoncé Knowles, Ryan Tedder, Evan Kidd Bogart                            | 4:21 |
| 3.  | Disappear                                                                | Knowles, Amanda Ghost, Hugo Chakrabongse, Dave McCracken, Ian Dench       | 4:28 |
| 4.  | Broken-Hearted Girl                                                      | Kenneth "Babyface" Edmond, Mikkel S. Eriksen, Tor Erik Hermansen, Knowles | 4:39 |
| 5.  | Ave Maria                                                                | Knowles, Ghost, Dench, Makeba, Eriksen, Hermansen                         | 3:42 |
| 6.  | Smash into You                                                           | Knowles, Stewart, Nash, T. Harrell                                        | 4:31 |
| 7.  | Satellites                                                               | Ghost, McCracken, Dench, Knowles                                          | 3:07 |
| 8.  | That's Why You're Beautiful                                              | Andrew Hey, James Fauntleroy II, Knowles                                  | 3:41 |
| 9.  | Save the Hero (piste bonus)                                              | Knowles, Ali Tamposi, Rico Love, James Scheffer                           | 4:34 |
| 10. | Si Yo Fuera un Chico (Piste bonus Mexique, Piste bonus iTunes espagnole) | Gad, Jean                                                                 | 4:09 |

| 1. | Single Ladies (Put a Ring on It)                   | Christopher Stewart, Terius Nash, Thaddis "Kuk" Harrell, Knowles        | 3:13 |
| 2. | Radio                                              | Scheffer, Love, Dwayne Nesmith, Knowles                                 | 3:38 |
| 3. | Diva                                               | Knowles, Shondrae Crawford, Sean Garrett                                | 3:21 |
| 4. | Sweet Dreams                                       | Knowles, Scheffer, Wayne Wilkins, Love                                  | 3:28 |
| 5. | Video Phone                                        | Knowles, Crawford, Garrett, Angela Beyincé                              | 3:35 |
| 6. | Hello                                              | Knowles, Ramon Owen, David Quiñones, Bogart                             | 4:16 |
| 7. | Ego                                                | Elvis "BlacElvis" Williams, Harold Lilly, Knowles                       | 3:56 |
| 8. | Scared of Lonely                                   | Darkchild, LaShawn Daniels, Cristyle, Love, Solange Knowles, B. Knowles | 3:42 |
| 9. | Why Don't You Love Me (piste bonus (pré-commande)) | B. Knowles, S. Knowles, Angela Beyincé, Bama Boyz                       | 3:37 |

### Édition deluxe 2009
| 1.  | If I Were a Boy                              | Toby Gad, BC Jean                                                         | 4:10 |
| 2.  | Halo                                         | Beyoncé Knowles, Ryan Tedder, Evan Kidd Bogart                            | 4:21 |
| 3.  | Disappear                                    | Knowles, Amanda Ghost, Hugo Chakrabongse, Dave McCracken, Ian Dench       | 4:28 |
| 4.  | Broken-Hearted Girl                          | Kenneth "Babyface" Edmond, Mikkel S. Eriksen, Tor Erik Hermansen, Knowles | 4:39 |
| 5.  | Ave Maria                                    | Knowles, Ghost, Dench, Makeba, Eriksen, Hermansen                         | 3:42 |
| 6.  | Smash into You                               | Knowles, Stewart, Nash, T. Harrell                                        | 4:31 |
| 7.  | Satellites                                   | Ghost, McCracken, Dench, Knowles                                          | 3:07 |
| 8.  | That's Why You're Beautiful                  | Andrew Hey, James Fauntleroy II, Knowles                                  | 3:41 |
| 9.  | Single Ladies (Put a Ring on It)             | Christopher Stewart, Terius Nash, Thaddis "Kuk" Harrell, Knowles          | 3:13 |
| 10. | Radio                                        | Scheffer, Rico Love, Dwayne Nesmith, Knowles                              | 3:38 |
| 11. | Diva                                         | Knowles, Shondrae Crawford, Sean Garrett                                  | 3:21 |
| 12. | Sweet Dreams                                 | Knowles, Scheffer, Wayne Wilkins, Love                                    | 3:28 |
| 13. | Video Phone                                  | Knowles, Crawford, Garrett, Angela Beyincé                                | 3:35 |
| 14. | Hello                                        | Knowles, Ramon Owen, David Quiñones, Bogart                               | 4:16 |
| 15. | Ego                                          | Elvis "BlacElvis" Williams, Harold Lilly, Knowles                         | 3:56 |
| 16. | Scared of Lonely                             | Darkchild, LaShawn Daniels, Cristyle, Love, Solange Knowles, B. Knowles   | 3:42 |
| 17. | Poison                                       | Johntà Austin, Mikkel S. Eriksen, Tor Erik Hermansen, Knowles             | 4:02 |
| 18. | Video Phone (Remix prolongée avec Lady Gaga) | Knowles, Lady Gaga (remix seulement), Shondrae Crawford, Sean Garrett     | 5:04 |
| 19. | Why Don't You Love Me (Uniquement Walmart)   | B. Knowles, S. Knowles, Angela Beyincé, Bama Boyz                         | 3:24 |

### Édition platine
En septembre 2009, une version améliorée de l'album avec deux disques est sortie, le premier disque contient 16 pistes de la version originale avec 4 pistes audio bonus, et le second disque, un DVD contenant six des huit (ainsi qu'une version bonus de Ego) de Beyoncé de I Am… Sasha Fierce avec « les coulisses » tirées des plans du documentaire vidéo<.
| 1.  | Single Ladies (Put a Ring on It) | Christopher Stewart, Terius Nash, Thaddis "Kuk" Harrell, Knowles             | 3:13 |
| 2.  | Diva                             | Knowles, Shondrae Crawford, Sean Garrett                                     | 3:21 |
| 3.  | Ego                              | Elvis "BlacElvis" Williams, Harold Lilly, Knowles                            | 3:56 |
| 4.  | Halo                             | Beyoncé Knowles, Ryan Tedder, Evan Kidd Bogart                               | 4:21 |
| 5.  | If I Were a Boy                  | Toby Gad, BC Jean                                                            | 4:10 |
| 6.  | Smash into You                   | Knowles, Stewart, Nash, T. Harrell                                           | 4:31 |
| 7.  | Sweet Dreams                     | Knowles, Scheffer, Wayne Wilkins, Rico Love                                  | 3:28 |
| 8.  | Broken-Hearted Girl              | Kenneth "Babyface" Edmond, Mikkel S. Eriksen, Tor Erik Hermansen, Knowles    | 4:39 |
| 9.  | Scared of Lonely                 | Darkchild, LaShawn Daniels, Cristyle, Rico Love, Solange Knowles, B. Knowles | 3:42 |
| 10. | That's Why You're Beautiful      | Andrew Hey, James Fauntleroy II, Knowles                                     | 3:41 |
| 11. | Hello                            | Knowles, Ramon Owen, David Quiñones, Bogart                                  | 4:16 |
| 12. | Radio                            | Knowles, Scheffer, Love, Dwayne Nesmith                                      | 4:16 |
| 13. | Video Phone                      | Knowles, Crawford, Garrett, Angela Beyincé                                   | 3:35 |
| 14. | Ego (Remix avec Kanye West)      | Elvis "BlacElvis" Williams, Harold Lilly, Knowles                            | 4:44 |
| 15. | Why Don't You Love Me            | B. Knowles, S. Knowles, Angela Beyincé, Bama Boyz                            | 3:23 |
| 16. | Honesty                          | Billy Joel, Ramone, Knowles                                                  | 3:47 |
| 17. | Save the Hero                    | Knowles, Ali Tamposi, Rico Love, James Scheffer                              | 4:34 |
| 18. | Satellites                       | Ghost, McCracken, Dench, Knowles                                             | 3:07 |
| 19. | Disappear                        | Knowles, Amanda Ghost, Hugo Chakrabongse, Dave McCracken, Ian Dench          | 4:28 |
| 20. | Ave Maria                        | Knowles, Ghost, Dench, Makeba, Eriksen, Hermansen                            | 3:42 |

| 1. | If I Were a Boy                  | 5:05  |
| 2. | Single Ladies (Put a Ring on It) | 3:19  |
| 3. | Diva                             | 4:05  |
| 4. | Halo                             | 3:45  |
| 5. | Broken-Hearted Girl              | 4:40  |
| 6. | Ego (Remix avec Kanye West)      | 4:53  |
| 7. | Ego (Fan Exclusive)              | 3:58  |
| 8. | Sweet Dreams                     | 4:01  |
| 9. | Behind the Scenes                | 20:00 |

### EP The Bonus Tracks
| 1. | Video Phone (Remix prolongée avec Lady Gaga) | Knowles, Lady Gaga (remix uniquement), Shondrae Crawford, Sean Garrett | 5:04 |
| 2. | Why Don't You Love Me                        | B. Knowles, S. Knowles, Angela Beyincé, Bama Boyz                      | 3:37 |
| 3. | Poison                                       | Johntá Austin, Mikkel S. Eriksen, Tor Erik Hermansen, Knowles          | 4:02 |